# ويستلاند ليساندر

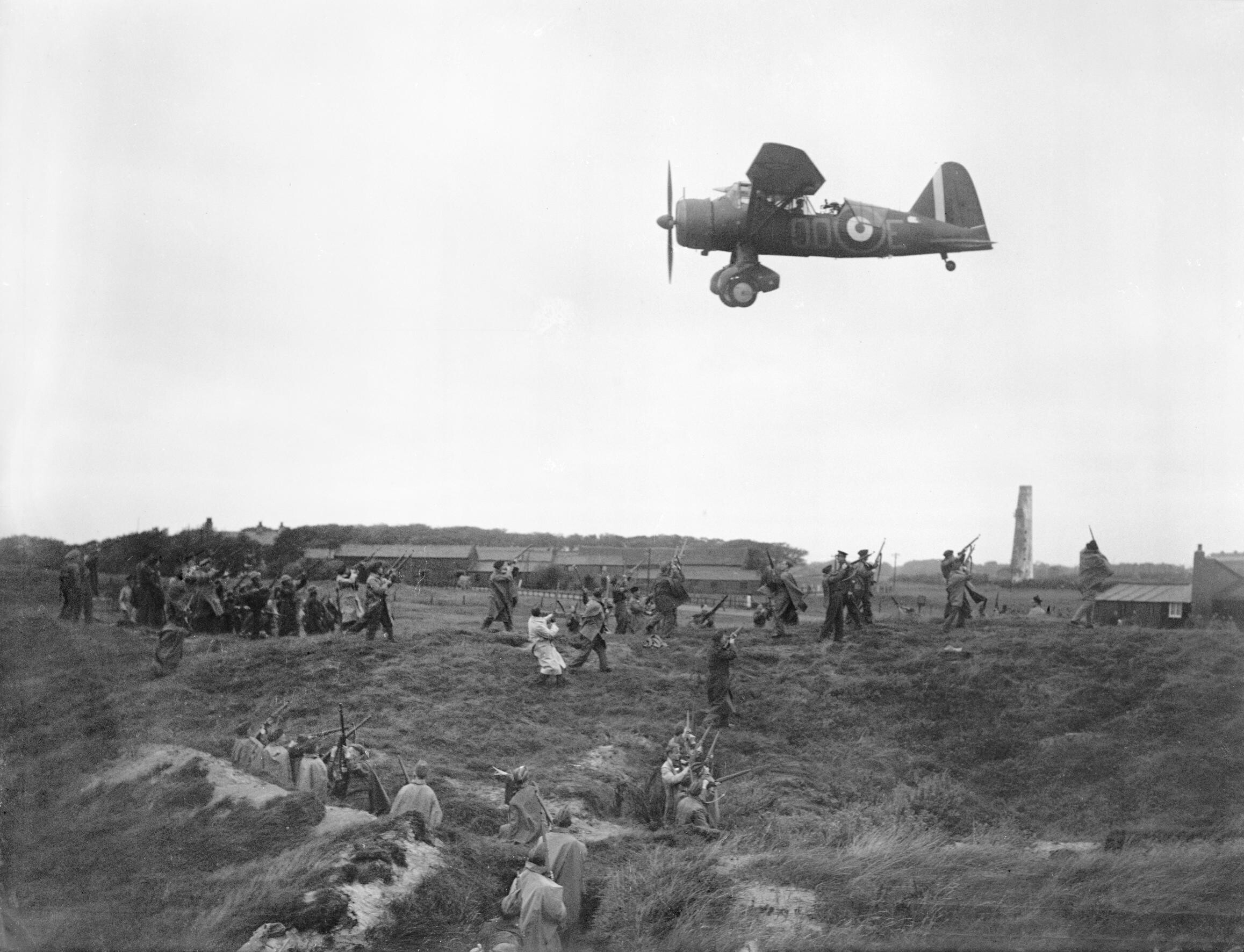

ويستلاند ليساندر (بالإنجليزية: Westland Lysander)‏ هي طائرة عسكرية أنتجت في المملكة المتحدة. من صناعة ويستلاند للطائرات. كانت تستخدم بشكل أساسي من قبل سلاح الجو الملكي. كان أول طيران لها في 15 يونيو 1936. انتهت خدمتها في 1946. صنع منها 1,786 طائرة.

## المستخدمون
- سلاح الجو الملكي
- القوات الجوية المصرية